# Tcherven (Biélorussie)
Tcherven (en biélorusse : Чэ́рвень ; en alphabet lacinka : Červień ; en russe : Червень ; en polonais : Czerwień) est une ville de la voblast de Minsk, en Biélorussie, et le centre administratif du raïon de Tcherven. Jusqu'en 1923, la ville s'appelait Igoumen (en biélorusse : Игумен). Sa population s'élevait à 9 718 habitants en 2016.

## Géographie
Tcherven est située à 62 km à l'est de Minsk.

## Histoire
La première mention écrite de Tcherven remonte à l'année 1387. Le village est mentionné au XVe siècle sous le nom de Goumen. Au XVIe siècle, il est dépend de la powiat de Minsk. Il est dévasté par les Russes lors la guerre russo-polonaise (1654-1667). Lors de la grande guerre du Nord (1700-1721), le roi de Suède Charles XII y séjourna. La deuxième partition de la Pologne attribua Tcherven à l'Empire russe, qui lui donna le statut de ville en 1795. Le pouvoir soviétique s'établit dans la ville en novembre 1917. Les troupes allemandes occupèrent ensuite d'août 1918 au 9 juillet 1920, puis ce furent les forces polonaises. Le 18 septembre 1923, les autorités communistes rebaptisèrent la ville Tcherven. L'année suivante, elle devint le centre administratif d'un raïon. Fin juin 1941, le NKVD exécuta dans la forêt de Tsaguelnia, près de Tcherven, environ 5 000 prisonniers politiques et droits communs extraits des prisons de Minsk. Tcherven fut occupée par l'Allemagne nazie du 2 juillet 1941 au 2 juillet 1944. À l'automne 1941, un ghetto regroupa les Juifs de la ville — 1 491, soit 23 pour cent de la population en 1939 — et des environs, ainsi que des réfugiés de régions parfois éloignées. Le 1er février 1942, les Juifs du ghetto, au nombre de 1 500 à 1 750 furent massacrés près de la ville par l'Einsatzkommando 8 de l'Einsatzgruppe B avec l'aide de policiers locaux. En 1989, on découvrit près de la ville les restes de milliers de prisonniers politiques exécutés. Le 24 avril 2001, les armoiries de Tcherven furent officiellement adoptées.

## Population
Recensements (*) ou estimations de la population :
| 1800 | 1897* | 1907  | 1923* | 1926* | 1939* |
| ---- | ----- | ----- | ----- | ----- | ----- |
| 560  | 4 573 | 5 390 | 5 369 | 4 546 | 6 400 |

| 1959* | 1970*  | 1979*  | 1989*  | 1999*  | 2009*  |
| ----- | ------ | ------ | ------ | ------ | ------ |
| 8 200 | 10 200 | 11 461 | 11 460 | 11 200 | 10 190 |

| 2011   | 2012  | 2013  | 2014  | 2015  | 2016  |
| ------ | ----- | ----- | ----- | ----- | ----- |
| 10 032 | 9 886 | 9 842 | 9 777 | 9 752 | 9 718 |

## Personnalité
- Lev Chtcherba (1880-1944), linguiste et lexicographe russe, spécialiste de phonétique et phonologie.
- Oleg Novitski (1971-), cosmonaute russe.

## Galerie

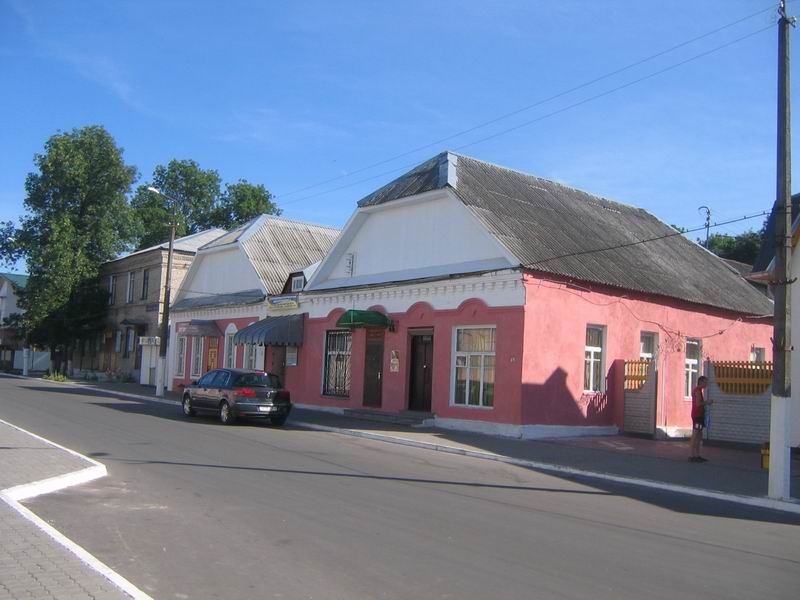
Construction ancienne
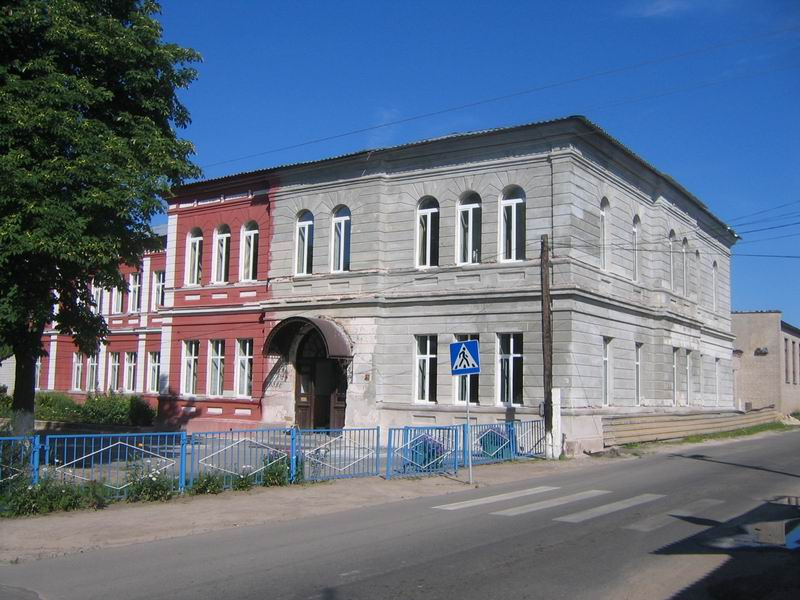
École
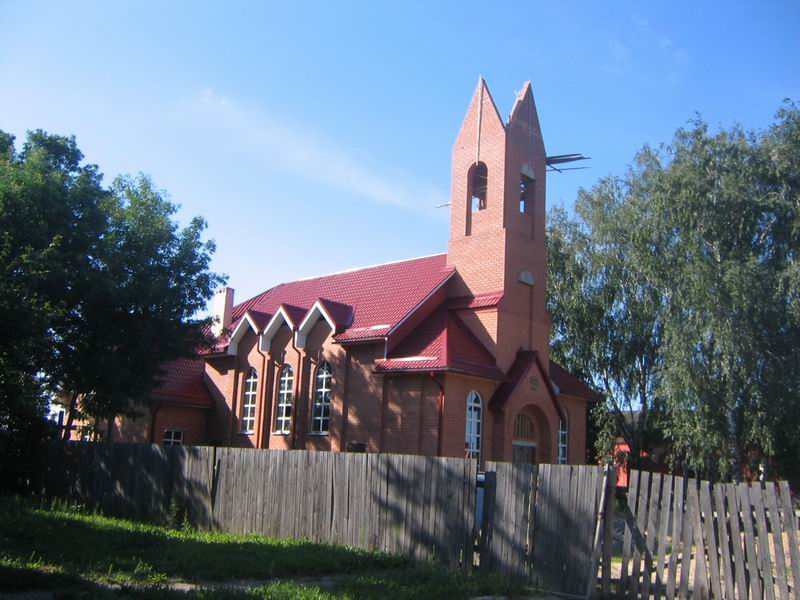
Église de l'Exaltation de la Sainte-Croix
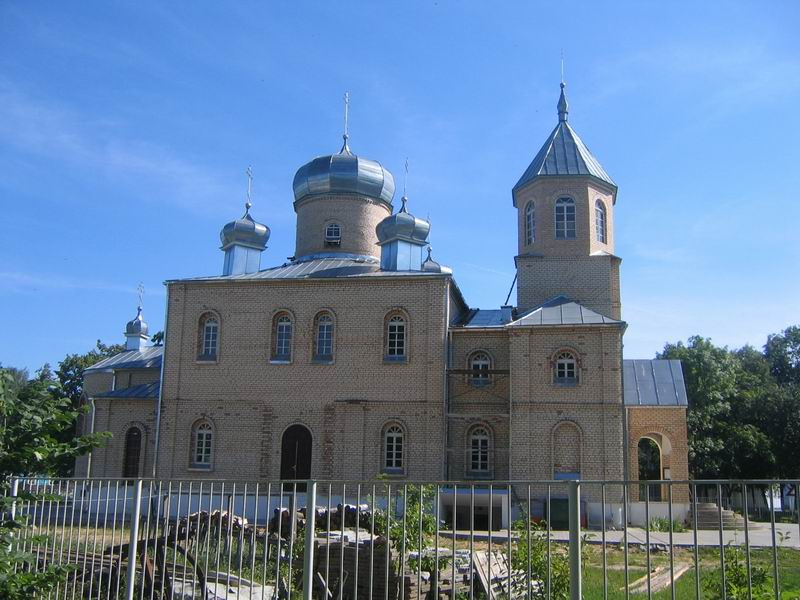
Église Saint-Nicolas